# Song Phong
Song Phong (chữ Hán giản thể: 双峰县) là một huyện thuộc địa cấp thị Lâu Để tỉnh Hồ Nam, Cộng hòa Nhân dân Trung Hoa. Huyện này có diện tích 1715 ki-lô-mét vuông, dân số năm 900.000 người. Lâu Để giáp Tương Đàm về phía đông, phía nam giáp Hoành Dương, tây giáp Thiêu Đông, bắc giáp Tương Hương. Huyện này được chia thành 13 trấn và 3 hương.
- Trấn: Vĩnh Phong, Tử Môn Kiều, Tỉnh Tự, Hà Diệp, Hạnh Tử Phố, Xã Hình Sơn, Cam Đường, Hồng Sơn Điện, Tam Đường Phố, Thanh Thụ Bình, Hoa Môn, Tỏa Thạch, Tẩu Mã Nhai.
- Hương: Ấn Đường, Thạch Ngưu, Sa Đường.

## Khí hậu
| Dữ liệu khí hậu của Song Phong (1991–2020 normals, extremes 1981–2010)                         | Dữ liệu khí hậu của Song Phong (1991–2020 normals, extremes 1981–2010) | Dữ liệu khí hậu của Song Phong (1991–2020 normals, extremes 1981–2010) | Dữ liệu khí hậu của Song Phong (1991–2020 normals, extremes 1981–2010) | Dữ liệu khí hậu của Song Phong (1991–2020 normals, extremes 1981–2010) | Dữ liệu khí hậu của Song Phong (1991–2020 normals, extremes 1981–2010) | Dữ liệu khí hậu của Song Phong (1991–2020 normals, extremes 1981–2010) | Dữ liệu khí hậu của Song Phong (1991–2020 normals, extremes 1981–2010) | Dữ liệu khí hậu của Song Phong (1991–2020 normals, extremes 1981–2010) | Dữ liệu khí hậu của Song Phong (1991–2020 normals, extremes 1981–2010) | Dữ liệu khí hậu của Song Phong (1991–2020 normals, extremes 1981–2010) | Dữ liệu khí hậu của Song Phong (1991–2020 normals, extremes 1981–2010) | Dữ liệu khí hậu của Song Phong (1991–2020 normals, extremes 1981–2010) | Dữ liệu khí hậu của Song Phong (1991–2020 normals, extremes 1981–2010) |
| Tháng                                                                                          | 1                                                                      | 2                                                                      | 3                                                                      | 4                                                                      | 5                                                                      | 6                                                                      | 7                                                                      | 8                                                                      | 9                                                                      | 10                                                                     | 11                                                                     | 12                                                                     | Năm                                                                    |
| ---------------------------------------------------------------------------------------------- | ---------------------------------------------------------------------- | ---------------------------------------------------------------------- | ---------------------------------------------------------------------- | ---------------------------------------------------------------------- | ---------------------------------------------------------------------- | ---------------------------------------------------------------------- | ---------------------------------------------------------------------- | ---------------------------------------------------------------------- | ---------------------------------------------------------------------- | ---------------------------------------------------------------------- | ---------------------------------------------------------------------- | ---------------------------------------------------------------------- | ---------------------------------------------------------------------- |
| Cao kỉ lục °C (°F)                                                                             | 27.8 (82.0)                                                            | 30.6 (87.1)                                                            | 34.7 (94.5)                                                            | 35.9 (96.6)                                                            | 36.6 (97.9)                                                            | 37.8 (100.0)                                                           | 39.7 (103.5)                                                           | 40.8 (105.4)                                                           | 38.1 (100.6)                                                           | 34.8 (94.6)                                                            | 32.4 (90.3)                                                            | 24.8 (76.6)                                                            | 40.8 (105.4)                                                           |
| Trung bình ngày tối đa °C (°F)                                                                 | 9.1 (48.4)                                                             | 12.0 (53.6)                                                            | 16.2 (61.2)                                                            | 22.8 (73.0)                                                            | 27.4 (81.3)                                                            | 30.4 (86.7)                                                            | 33.8 (92.8)                                                            | 33.2 (91.8)                                                            | 29.1 (84.4)                                                            | 23.7 (74.7)                                                            | 18.0 (64.4)                                                            | 11.9 (53.4)                                                            | 22.3 (72.1)                                                            |
| Trung bình ngày °C (°F)                                                                        | 5.2 (41.4)                                                             | 7.7 (45.9)                                                             | 11.7 (53.1)                                                            | 17.8 (64.0)                                                            | 22.4 (72.3)                                                            | 26.0 (78.8)                                                            | 29.0 (84.2)                                                            | 28.3 (82.9)                                                            | 24.1 (75.4)                                                            | 18.5 (65.3)                                                            | 12.7 (54.9)                                                            | 7.2 (45.0)                                                             | 17.6 (63.6)                                                            |
| Tối thiểu trung bình ngày °C (°F)                                                              | 2.5 (36.5)                                                             | 4.8 (40.6)                                                             | 8.5 (47.3)                                                             | 14.1 (57.4)                                                            | 18.7 (65.7)                                                            | 22.6 (72.7)                                                            | 25.2 (77.4)                                                            | 24.6 (76.3)                                                            | 20.4 (68.7)                                                            | 14.9 (58.8)                                                            | 9.1 (48.4)                                                             | 3.9 (39.0)                                                             | 14.1 (57.4)                                                            |
| Thấp kỉ lục °C (°F)                                                                            | −7.6 (18.3)                                                            | −8.5 (16.7)                                                            | −2.7 (27.1)                                                            | 0.7 (33.3)                                                             | 9.3 (48.7)                                                             | 13.3 (55.9)                                                            | 18.1 (64.6)                                                            | 17.8 (64.0)                                                            | 10.7 (51.3)                                                            | 1.6 (34.9)                                                             | −2.4 (27.7)                                                            | −11.7 (10.9)                                                           | −11.7 (10.9)                                                           |
| Lượng Giáng thủy trung bình mm (inches)                                                        | 72.2 (2.84)                                                            | 76.3 (3.00)                                                            | 140.9 (5.55)                                                           | 158.4 (6.24)                                                           | 198.1 (7.80)                                                           | 209.3 (8.24)                                                           | 138.4 (5.45)                                                           | 109.8 (4.32)                                                           | 71.7 (2.82)                                                            | 69.2 (2.72)                                                            | 76.1 (3.00)                                                            | 53.9 (2.12)                                                            | 1.374,3 (54.1)                                                         |
| Số ngày giáng thủy trung bình (≥ 0.1 mm)                                                       | 13.9                                                                   | 14.0                                                                   | 18.2                                                                   | 17.5                                                                   | 16.2                                                                   | 14.8                                                                   | 10.1                                                                   | 10.6                                                                   | 8.6                                                                    | 9.4                                                                    | 10.5                                                                   | 11.0                                                                   | 154.8                                                                  |
| Số ngày tuyết rơi trung bình                                                                   | 4.2                                                                    | 2.6                                                                    | 0.8                                                                    | 0                                                                      | 0                                                                      | 0                                                                      | 0                                                                      | 0                                                                      | 0                                                                      | 0                                                                      | 0.2                                                                    | 1.6                                                                    | 9.4                                                                    |
| Độ ẩm tương đối trung bình (%)                                                                 | 80                                                                     | 80                                                                     | 81                                                                     | 80                                                                     | 79                                                                     | 81                                                                     | 75                                                                     | 76                                                                     | 77                                                                     | 77                                                                     | 79                                                                     | 77                                                                     | 79                                                                     |
| Số giờ nắng trung bình tháng                                                                   | 55.1                                                                   | 55.5                                                                   | 71.2                                                                   | 101.1                                                                  | 128.6                                                                  | 132.5                                                                  | 224.7                                                                  | 195.2                                                                  | 148.8                                                                  | 125.0                                                                  | 109.6                                                                  | 88.9                                                                   | 1.436,2                                                                |
| Phần trăm nắng có thể                                                                          | 17                                                                     | 17                                                                     | 19                                                                     | 26                                                                     | 31                                                                     | 32                                                                     | 53                                                                     | 49                                                                     | 41                                                                     | 35                                                                     | 34                                                                     | 28                                                                     | 32                                                                     |
| Nguồn: China Meteorological Administration (precipitation days, snow days, sunshine 1991–2020) |                                                                        |                                                                        |                                                                        |                                                                        |                                                                        |                                                                        |                                                                        |                                                                        |                                                                        |                                                                        |                                                                        |                                                                        |                                                                        |